# China Southern Airlines
China Southern Airlines Company Limited est une compagnie aérienne dont le siège est situé à Canton, en Chine. Établie le 1er juillet 1988 à la suite de la restructuration de l'Administration de l'aviation civile de Chine qui a acquis et fusionné un certain nombre de compagnies aériennes nationales, la compagnie est devenue l'une des trois grandes compagnies aériennes chinoises (avec Air China et China Eastern Airlines), la plus grande compagnie aérienne mesurée par les passagers transportés et la plus grande compagnie aérienne de l'Asie dans la taille de la flotte, les revenus et les passagers transportés. Ses principaux hubs sont situés à l'aéroport international de Canton et à l'aéroport international de Pékin-Capitale.Le logo de la compagnie aérienne est constitué d'une fleur de kapok (qui est aussi la fleur de la ville de Canton) sur une nageoire caudale bleue.
La société mère de China Southern Airlines Company Limited est la China Southern Air Holding Company, une entreprise d'État qui était supervisée par la Commission de supervision et d'administration des actifs appartenant au Conseil d'État.

## Histoire
En 1987, l'Administration de l'aviation civile de Chine (AACC) a transformé sa flotte du transport civil en six nouvelles lignes aériennes, dont la China Southern Airlines, qui était dirigée par le Bureau de Canton de l'AACC jusqu'à 1992.
En 2009 China Southern Airlines surpasse Japan Airlines en nombre de passagers transportés avec 66,2 millions contre 42 millions pour Japan Airlines et devient de surcroît la première compagnie aérienne asiatique et la quatrième au niveau mondial.
China Southern Airlines a été membre de Skyteam de novembre 2007 à décembre 2018.

## Destinations

Pays reliés par la China Southern Airlines en 2014 (pas d'image plus récente).

La compagnie dessert 216 destinations dans 43 pays différents
- Adélaïde,
- Aksou (en),
- Almaty,
- Altay,
- Amsterdam,
- Anqing-Tianzhushan (en),
- Anshan-Teng'ao (en),
- Achgabat,
- Auckland,
- Baishan (zh),
- Bakou-H. Aliyev,
- Bangkok-Suvarnabhumi,
- Baotou-Donghe,
- Pékin-Capitale (HUB),
- Beihai-Fucheng,
- Bijie-Feixiong (en),
- Bichkek Manas,
- Brisbane,
- Burqin (zh),
- Pusan-Gimhae,
- Mactan-Cebu,
- Changchun,
- Changde Taohuayuan (en),
- Changsha,
- Changzhi-Wangcun (en),
- Changzhou,
- Chengdu-Shuangliu,
- Cheongju,
- Chiang Mai,
- Chizhou Jiuhuashan (en),
- Chongqing-Jiangbei (HUB),
- Christchurch,
- Colombo-Bandaranaike,
- Dali,
- Dalian-Zhoushuizi,
- Đà Nẵng,
- Dandong (en),
- Daqing,
- Datong (en),
- Delhi-Indira Gandhi,
- Denpasar-Bali,
- Dacca-Shah Jalal,
- Dubaï,
- Dunhuang,
- Douchanbé,
- Enshi Xujiaping,
- Francfort,
- Fuyang (en),
- Fuyuan Dongji (en),
- Ganzhou Huangjin,
- Canton-Baiyun, (HUB PRINCIPAL)
- Guiyang,
- Guilin-Liangjiang,
- Haikou,
- Hami (en),
- Handan (zh),
- Hangzhou-Xiaoshan,
- Hanoï-Nội Bài,
- Hanzhong,
- Harbin Taiping,
- Hefei,
- Heihe Aihui (en),
- Hô Chi Minh Ville (Tân Sơn Nhất),
- Hohhot,
- Hong Kong,
- Honolulu,
- Hotan (en),
- Huaihua (zh), (HUB)
- Huangshan-Tunxi,
- Hailar,
- Irkoutsk,
- Islamabad-Benazir Bhutto,
- Istanbul,
- Djakarta-S.-Hatta,
- Jiamusi (en),
- Jinan,
- Ji'an,
- Jinghong Xishuangbanna Gasa,
- Jining Da'an (en),
- Jiujiang,
- Sialum,
- Kaohsiung,
- Karamay (en),
- Kachgar-Kashi,
- Katmandou-Tribhuvan,
- Khodjent,
- Korla,
- Kota Kinabalu,
- Kuala Lumpur,
- Kunming-Changshui,
- Kampala,
- Lahore-Allama Iqbal,
- Lokichogio,
- Lanzhou,
- Lhassa-Gonggar,
- Lianyungang-Huaguoshan,
- Libo (en),
- Lijiang,
- Los Angeles,
- Londres-Heathrow,
- Luoyang,
- Luzhou-Yunlong,
- Macao,
- Malé Velana,
- Manille-N. Aquino,
- Meixian (en),
- Melbourne-Tullamarine,
- Mianyang Nanjiao,
- Mohe (zh),
- Moscou Chérémétiévo,
- Oranjemund,
- Mornington Island,
- Nairobi-J. Kenyatta,
- Nanchang-Changbei,
- Nanchong (en),
- Nankin,
- Nanning,
- Nanyang,
- New York-John F. Kennedy,
- Cam Ranh,
- Niigata,
- Ningbo,
- Novossibirsk-Tolmatchevo,
- Noursoultan,
- Ordos Ejin Horo,
- Osaka-Kansai,
- Och,
- Paris-Charles de Gaulle,
- Penang,
- Perth,
- Phnom Penh,
- Phú Quốc,
- Phuket,
- Saint-Pétersbourg-Poulkovo,
- Singkep (Dabo) (en),
- Qiemo (en),
- Qingdao-Jiaodong,
- Qiqihar-Sanjiazi,
- Rizhao Shanzihe (en),
- Rome Léonard-de-Vinci/Fiumicino,
- San Francisco,
- Sanya-Phénix,
- Shin-Chitose,
- Séoul-Gimpo,
- Séoul-Incheon,
- Shanghai-Hongqiao,
- Shanghai-Pudong, (HUB)
- Shantou-Chaozhou-Jieyang,
- Shenyang,
- Shenzhen-Bao'an,
- Shihezi Huayuan Airport (en),
- Shijiazhuang,
- Shiyan Wudangshan (en),
- Shizuoka,
- Siem Reap-Angkor,
- Singapour-Changi,
- Sydney-K. Smith,
- Taïwan-Taoyuan,
- Taiyuan-Wusu,
- Tanjung Pinang,
- Tachkent,
- Tbilissi-C. Roustavéli,
- Téhéran-Imam-Khomeini,
- Catalao,
- Tianjin Binhai,
- Tokyo-Haneda,
- Tokyo-Narita,
- Tongliao (en),
- Tongren Fenghuang (en),
- Toronto (Pearson),
- Toyama (en),
- Ürümqi-Diwopu, (HUB)
- Vancouver,
- Vienne-Schwechat,
- Vientiane-Wattay,
- Vladivostok,
- Wēihǎi,
- Wenzhou-Longwan,
- Wuhan,
- Wuxi/Suzhou,
- Xiamen-Gaoqi,
- Xi'an-Xianyang,
- Xiangyang-Luiji,
- Xingyi (en),
- Xining-Caojiabao,
- Künes (zh),
- Xuzhou-Guanyin,
- Yancheng,
- Rangoun (Yangon),
- Taizhou (Jiangsu) (en),
- Yanji,
- Yantai,
- Shache (en),
- Yichang,
- Yichun (zh),
- Yinchuan Hedong,
- Yining,
- Yiwu,
- Yongzhou (zh),
- Yulin (en),
- Yuncheng,
- Zhangjiajie,
- Zhanjiang-Wuchuan,
- Belgorod,
- Diqing Shangri-La (en),
- Churchill Falls,
- Zhoushan Putuoshan,
- Zunyi (zh),

En saison :
- Burqin (zh),
- Fukuoka,
- Huaihua (zh),
- Jeju

Cargo:
- Anchorage-T.-Stevens,
- Chicago-O'Hare,
- Londres-Stansted,
- Milan-Malpensa

## Groupe CSN

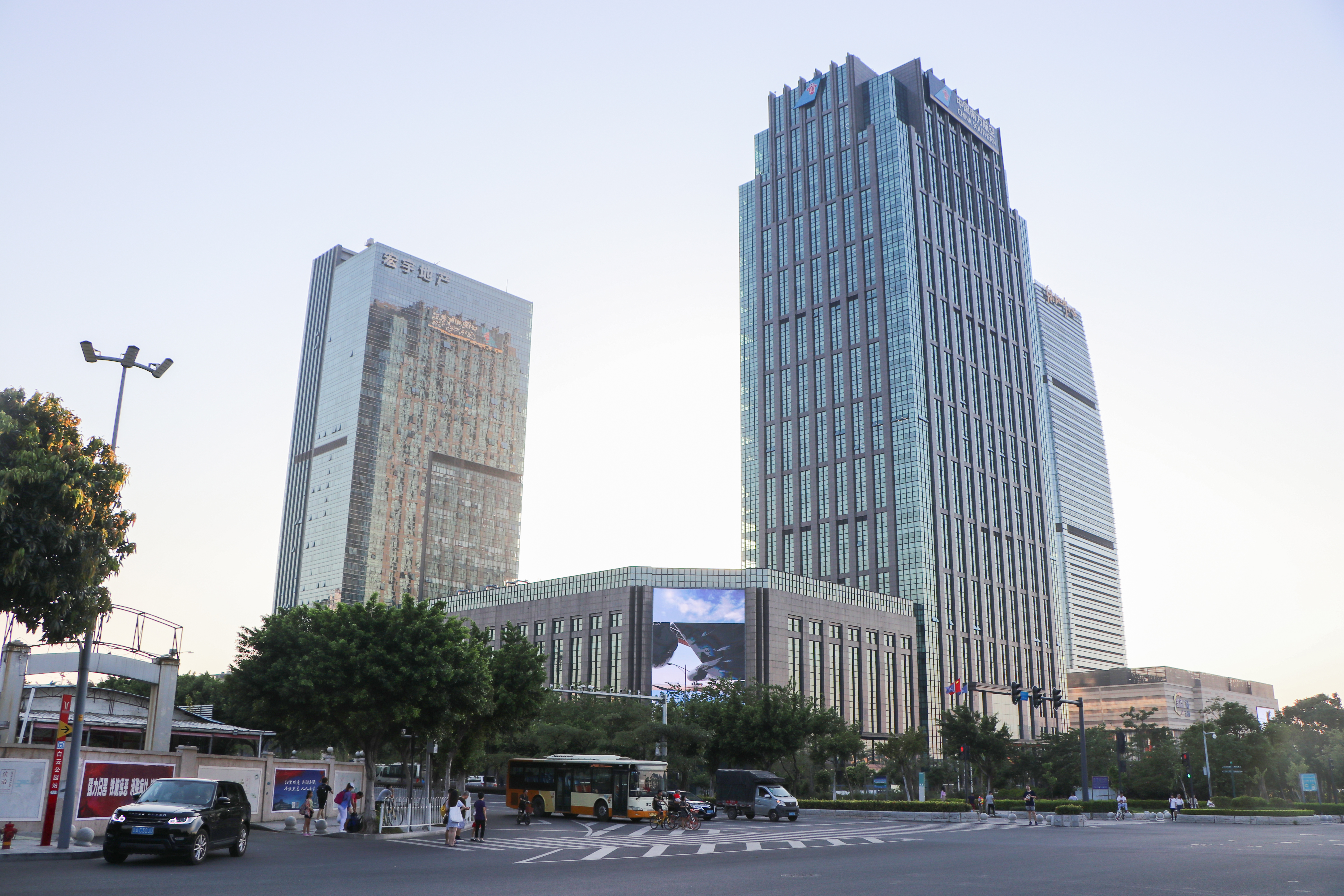
Siège social de China Southern

CSN a acquis Zhongyuan Airlines en 2000.
Le Groupe opère également à travers ses filiales comme :
- Xiamen Air Company Limited ;
- Southern Airlines Group Shantou Airlines Company Limited ;
- Guangxi Airlines Company Limited ;
- Zhuhai Airlines Company Limited ;
- Guizhou Airlines Company Limited.
- Chacune de ces filiales est la propriété à 60 % du Groupe.

Depuis 2003, CSN est en train de fusionner avec l'ancienne China Northern Airlines (située à Shenyang) ainsi qu'avec Xinjiang Airlines (située à Ürümqi). Avec ces transporteurs régionaux, c'est un réseau en triangle, avec Urumqi dans l'Extrême Ouest, Shenyang au Nord et Canton au Sud qui sont désormais reliés entre elles.

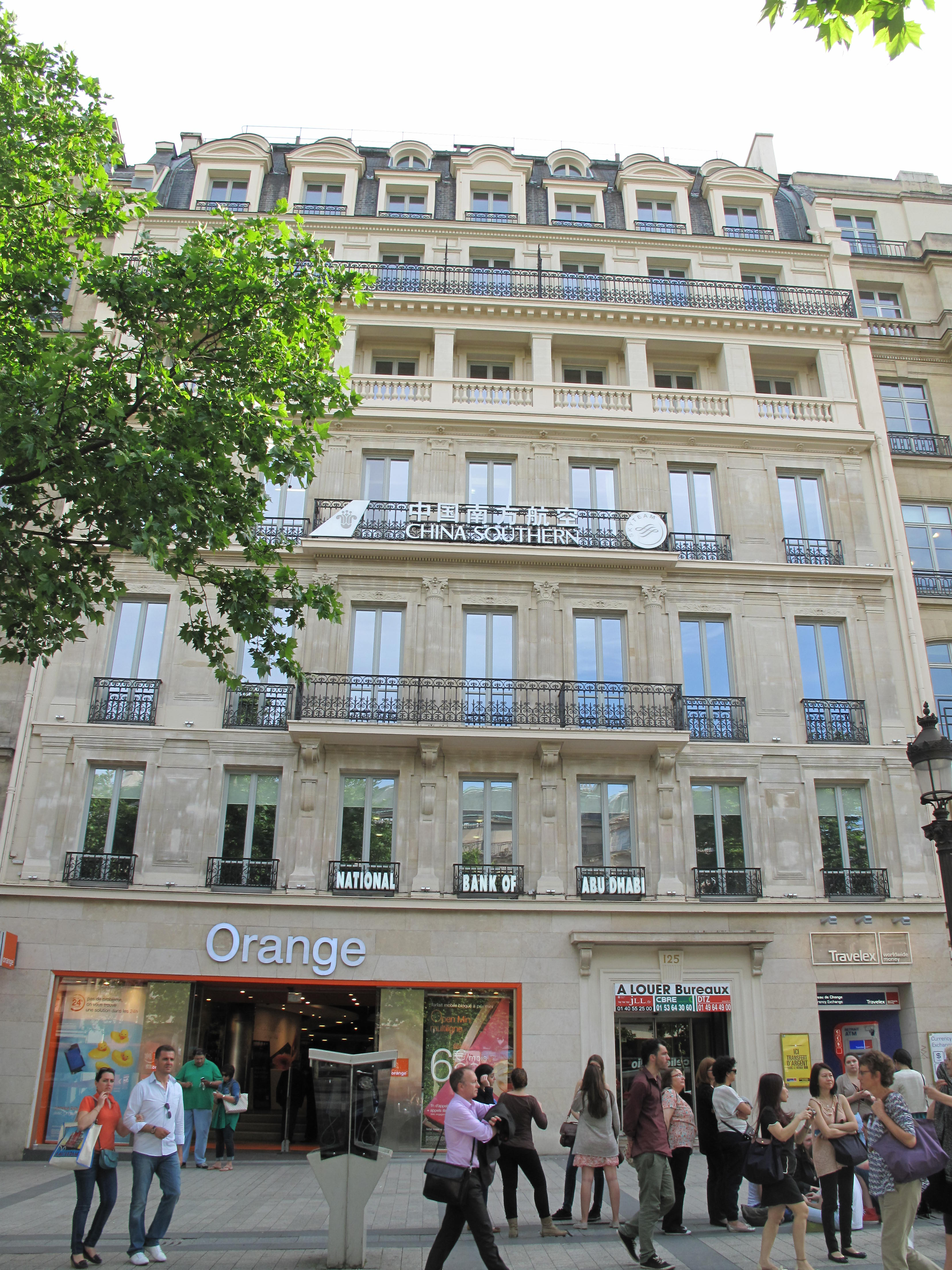
Bureaux de China Southern Airlines à Paris

## Flotte

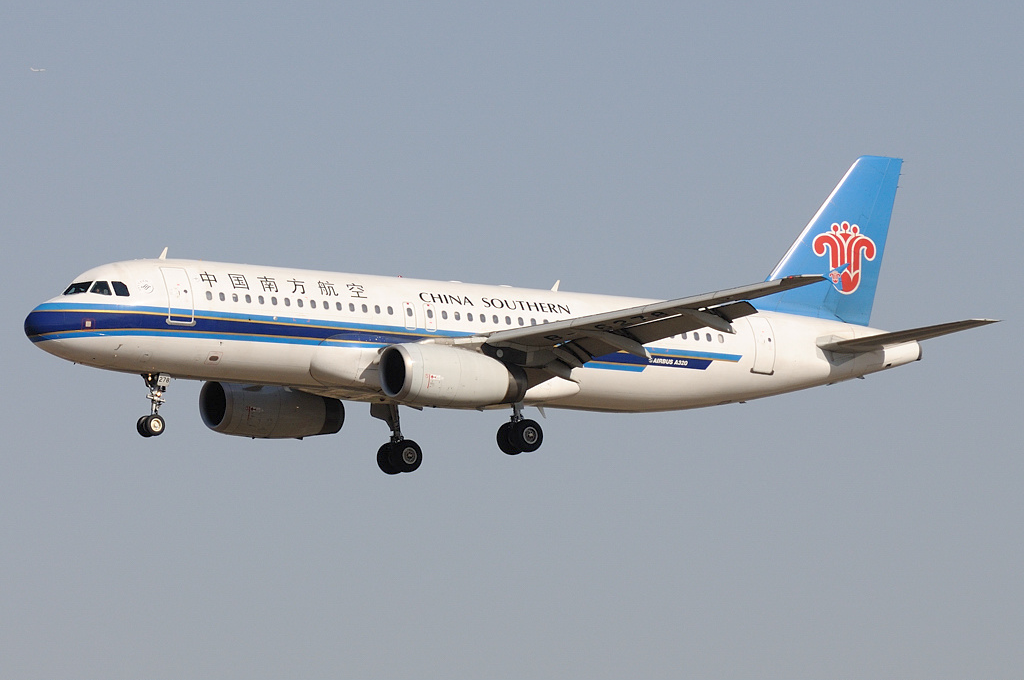
Airbus A320-200 de China Southern Airlines atterrissant à l'aéroport de Pékin

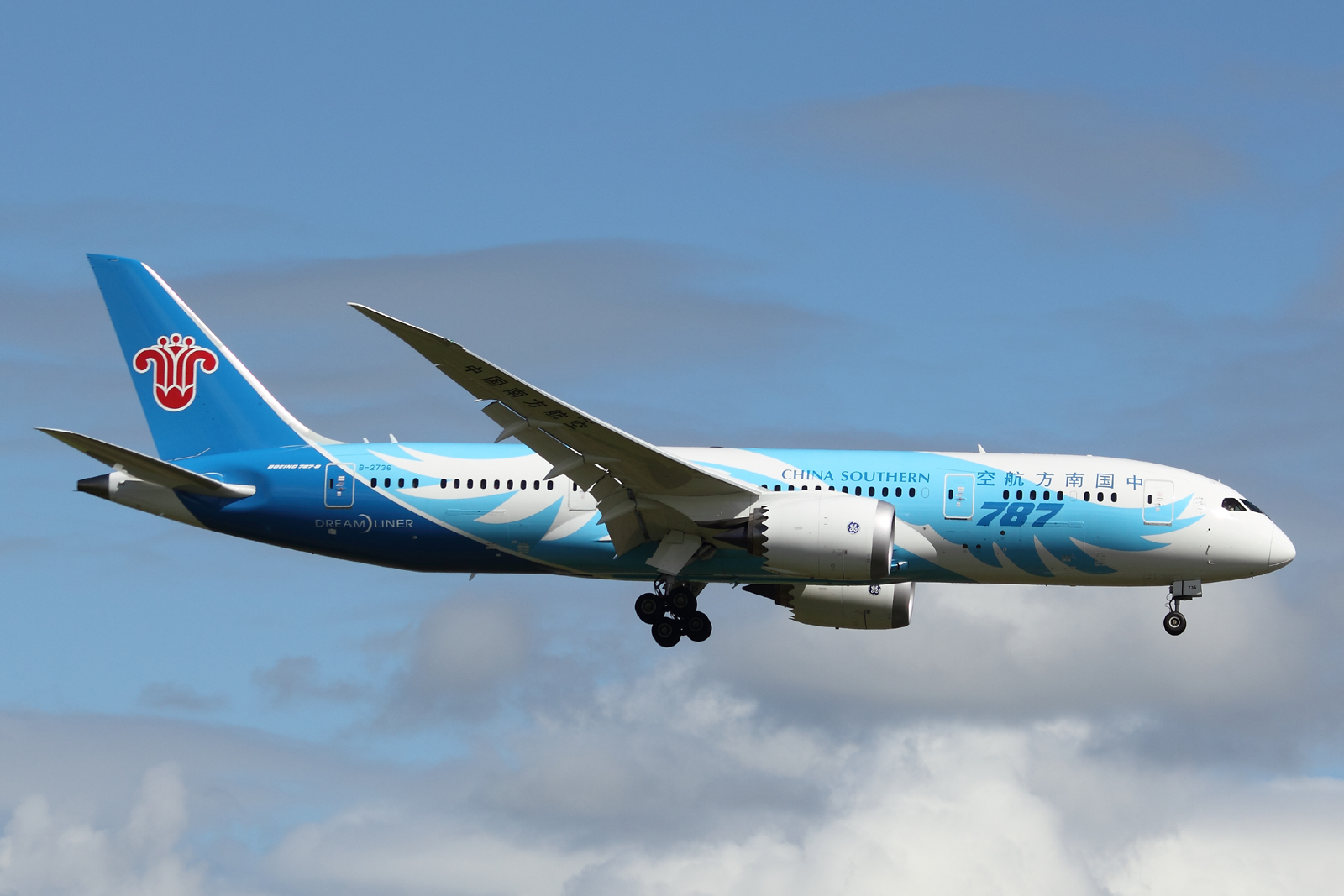
Boeing 787-8 de China Southern Airlines à l'atterrissage à l'aéroport d'Auckland

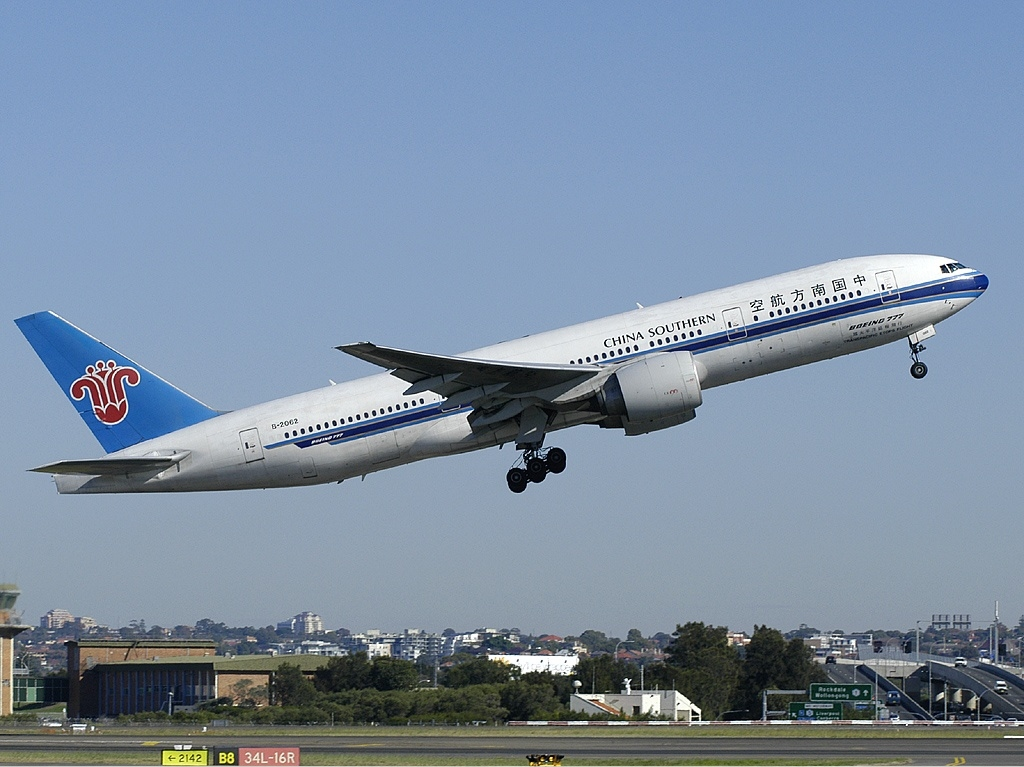
Boeing 777-200ER de China Southern Airlines

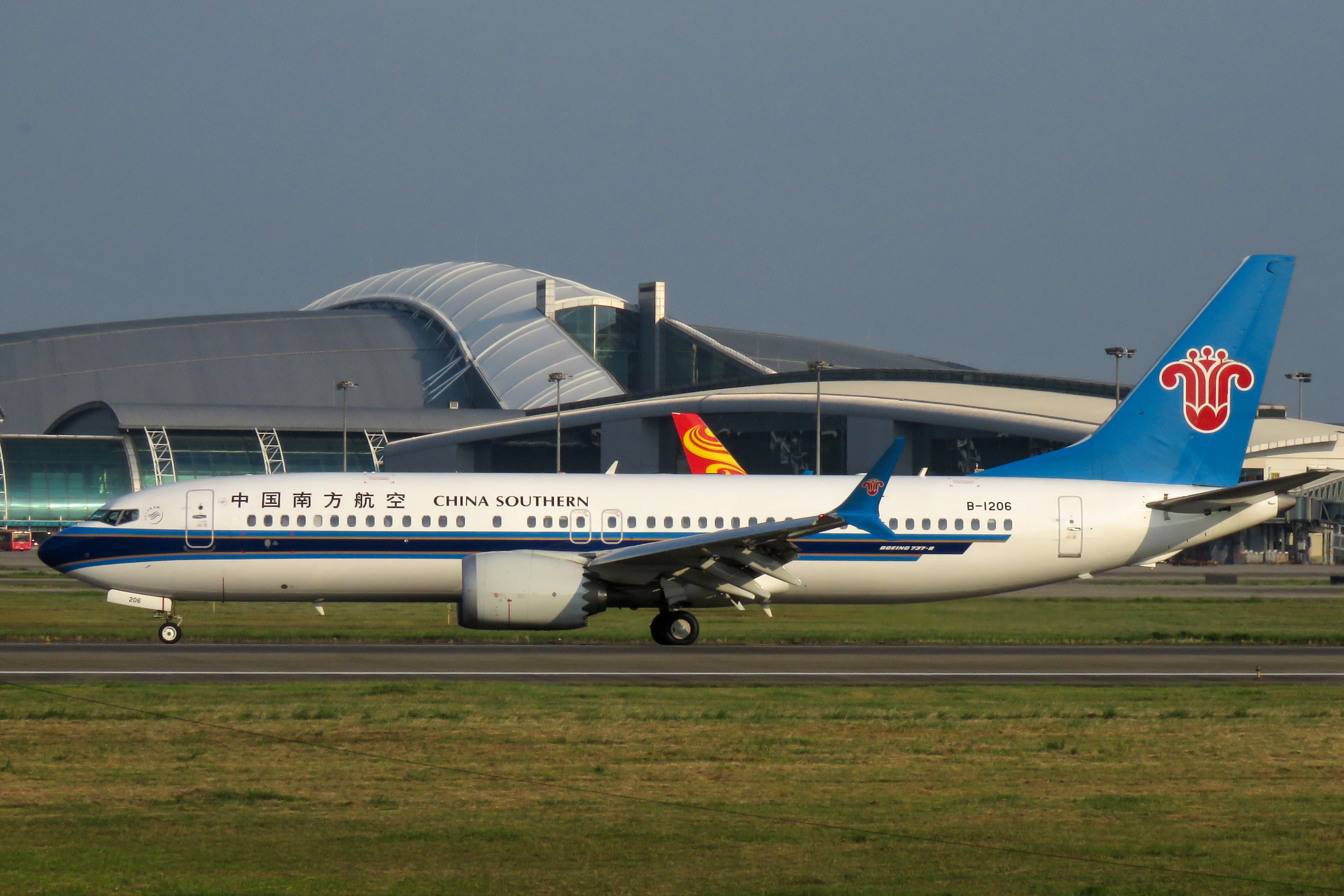
Boeing 737-8 MAX

En juin 2025, les appareils suivants sont en service au sein de la flotte de China Southern Airlines,. C'était la seule compagnie chinoise à utiliser l'Airbus A380.